# Ride (együttes)
A Ride egy 1988-ban alapított angol, oxfordi alternatív rock együttes. Az 1990-ben megjelent Nowhere című albumuk szerepel az 1001 lemez, amit hallanod kell, mielőtt meghalsz című könyvben.

## Diszkográfia
- Nowhere (1990)
- Going Blank Again (1992)
- Carnival of Light (1994)
- Tarantula (1996)
- Weather Diaries (2017)
- This is Not a Safe Place (2019)
- Interplay (2024)

## Fordítás
- Ez a szócikk részben vagy egészben  a   Ride (band) című angol Wikipédia-szócikk fordításán alapul.  Az eredeti cikk szerkesztőit annak laptörténete sorolja fel. Ez a jelzés csupán a megfogalmazás eredetét és a szerzői jogokat jelzi, nem szolgál a cikkben szereplő információk forrásmegjelöléseként.